# Pachylus
Pachylus es un género de arácnido  del orden Opiliones de la familia Gonyleptidae.

## Especies
Las especies de este género son:
- Pachylus acanthops
- Pachylus chilensis
- Pachylus crassus
- Pachylus paessleri
- Pachylus quinamavidensis
- Pachylus vachoni